# Кіккія
Кіккія — правитель стародавнього міста Ашшур у XXI столітті до н. е.

## Правління
За походженням ім'я Кіккія не аккадське, а має хуритські корені. Імовірно, Кіккія був субарійцем. Його ім'я, окрім «Царського списку», згадується у написі Ашшур-рім-нішешу, відповідно до якого Кіккія збудував міські стіни Ашшура.